# Trnavá Hora
Trnavá Hora este o comună slovacă, aflată în districtul Žiar nad Hronom din regiunea Banská Bystrica, pe malul râului Hron. Localitatea se află la altitudinea de 288 m deasupra n.m., se întinde pe o suprafață de 24,55 km2 și în 2017 număra 1.239 de locuitori.

## Istoric
Localitatea Trnavá Hora este atestată documentar din 1388.

## Demografie
| An:                | 1994 | 2004   | 2014   | 2024   |
| ------------------ | ---- | ------ | ------ | ------ |
| Număr de persoane: | 1130 | 1137   | 1203   | 1257   |
| Diferență:         |      | +0,61% | +5,80% | +4,48% |

| An:                | 2023 | 2024   |
| ------------------ | ---- | ------ |
| Număr de persoane: | 1256 | 1257   |
| Diferență:         |      | +0,07% |